# Dispatched
I Dispatched sono un gruppo musicale svedese di stile melodic death metal.

## Formazione
- Fredrik Karlsson − voce, basso, tastiere
- Emil Larsson − chitarre
- Daniel Lundberg − chitarre, tastiere
- Dennis Nilsson − batteria

## Discografia
- 1994 - Blackshadows, Exhumed Productions)
- 2000 - Motherwar, Music for Nations)
- 2003 - Terrorizer: The Last Chapter..., Khaos/Medusa Productions)
- 2005 - Terrorizer, Crash Music/Rising Realm)